# Eremias lalezharica
Eremias lalezharica là một loài thằn lằn trong họ Lacertidae. Loài này được Moravec miêu tả khoa học đầu tiên năm 1994.